# Тодор Чомов
Тодор Стоянов Чомов е участник в Българското опълчение, спасител на Самарското знаме.

## Биография
Чомов е роден през 1857 година в село село Брацигово, което тогава е в Османската империя. Роден е в бедното земеделско семейство на Здравка и Стоян от рода Чомови, преселил се в края на XVIII век в Брацигово от костурското село Слимница. Останал сирак, за него се грижи поп Сокол. Съвсем млад заминава за Румъния със свой роднина, на когото помага в търговската дейност, а по-късно работи в гостилница като слуга. След това става подковач.
След избухването на Руско-турската война заминава за Браила и на 4 май 1877 година се записва като доброволец в III дружина на Българското опълчение. Забележително е участието му в боя при Стара Загора като един от участниците в спасяването на Самарското знаме на 19 юли 1877 година. Тежко ранен е в тежките боеве на Шипка през август 1877 година и е изпратен на лечение в Русия. След оздравяването си отново постъпва в бойната си част. Носител е на Знак за отличие на военния орден „Свети Георги“ IV степен, както и на златна чаша, подарък от руския император Александър II. Уволнен е на 25 юни 1878 година.
След войната се връща в Брацигово, където до 1895 година е горски пазач, а след това подковач. Умира в Брацигово на 27 април 1927 година.
В Брацигово на дома му е поставена негова паметна плоча.